# Slag bij Ezra Church
De Slag bij Ezra Church vond plaats op 28 juli 1864 in Fulton County, Georgia tijdens de Amerikaanse Burgeroorlog.

## De slag
Het Noordelijke leger onder leiding van generaal-majoor William T. Sherman lag in een omgekeerde U-vorm in stellingen rond de Zuidelijke stad Atlanta. Sherman probeerde de stad tot overgave te dwingen door de toevoerlijnen te vernietigen. Om dit doel te bereiken stuurde hij het leger onder leiding van generaal-majoor Oliver O. Howard in noordelijke en westelijke richting rond de Noordelijke stellingen om aan de westelijke zijde van Atlanta de spoorweg aan te vallen. Generaal John Bell Hood, bevelhebber van het Zuidelijke leger, had dit manoeuvre voorzien en stuurde soldaten om Howard op te wachten en bij verrassing aan te vallen.
De tegenstanders botsten op elkaar op in de namiddag van 28 juli bij Ezra Church. Hood had echter geen geluk. Het verrassingselement was weg want Howard had ook de reactie van Hood voorzien. De Noordelijken lagen de Zuidelijken op te wachten. De Zuidelijken gingen tot de aanval over maar slaagden er niet in om door de Noordelijke stellingen te breken. De Noordelijke poging om de spoorweg te bereiken mislukte, maar de Zuidelijken hadden zware verliezen geleden. Onder de gewonden was generaal Alexander P. Stewart, een van de korpscommandanten van Hood.